# Lycée Sainte-Croix (Le Mans)
Pour les articles homonymes, voir Sainte-Croix.
 (juillet 2011).
L'établissement Saint-Charles Sainte Croix, anciennement Notre-Dame de Sainte-Croix, situé au Mans dans la Sarthe regroupe une école maternelle et primaire, un lycée d'enseignement général, professionnel et technologique, et un pôle d'enseignement supérieur (BTS, Bachelor et CPGE).

## Histoire
Le lycée fut fondé en 1836 sous le nom d'école primaire Notre-Dame de Sainte Croix. L'établissement est alors situé route de Paris. Son fondateur, le père Moreau, est également celui des pères de Sainte Croix. Quand les pères Jésuites arrivent au lycée en 1870 à la demande de monseigneur Fillion, évêque du Mans, l'école ne compte que soixante élèves. Cinq ans après, elle compte plus de 500 inscrits.
En 1880, à la suite du décret de Jules Ferry, les religieux ne peuvent plus enseigner au sein de l'établissement. La loi Combes leur impose de le quitter en 1901. En 1911, le lycée devient partie intégrante de la caserne Mangin. Le collège s'installe alors dans l'ancien couvent des pères capucins rue Prémartine, puis en 1918 dans ses locaux actuels, rue des Vignes (qui deviendra la rue Antoine-de-Saint-Exupéry en 1949). En 1968, les enseignements de collège ainsi que l'internat sont transférés au collège Saint-Louis ; l'établissement Sainte-Croix conservera le primaire et le lycée.
Aujourd'hui, le lycée possède des enseignements spécifiques comme des sections européennes (trois langues : anglais, espagnol, allemand), plusieurs BTS, une CPGE ; on peut y préparer le brevet aéronautique enseigné conjointement avec l' aérodrome Le Mans-Arnage.
Depuis 2009 s'est ouverte une Classe Préparatoire aux Grandes Écoles Économiques et Commerciales, option "Économique" (CPGE-ECE), pour les titulaires d'un baccalauréat ES (Économique et Social).
Depuis le 31 août 2013, le lycée Sainte-Croix a fusionné avec le lycée Saint-Charles, situé au 75 avenue Bollée au Mans. Dorénavant, ces 2 établissements n'en forment plus qu'un : Saint-Charles Sainte-Croix. Ce nouvel établissement a vocation à être un lycée polyvalent : général, technologique (sections STMG) et professionnel (Bacs professionnels Accueil et Gestion Administrative). Il est labellisé lycée des métiers (métiers du commerce, de la comptabilité, de la gestion, et de l'informatique). Il reste également école maternelle et primaire.

## Classement du lycée
En 2015, le lycée se classe 4e sur 19 au niveau départemental quant à la qualité d'enseignement, et 863e au niveau national. Le classement s'établit sur trois critères : le taux de réussite au bac, la proportion d'élèves de première qui obtient le baccalauréat en ayant fait les deux dernières années de leur scolarité dans l'établissement, et la valeur ajoutée (calculée à partir de l'origine sociale des élèves, de leur âge et de leurs résultats au diplôme national du brevet).

## Anciens élèves
Parmi ses anciens élèves, on trouve  : 
- Auguste Chaillou, médecin et biologiste
- Antoine de Saint-Exupéry, aviateur et écrivain
- Hervé Bazin, écrivain
- Guy des Cars, écrivain
- Roland de La Poype, pilote de chasse, homme politique, industriel
- François Fillon, homme politique.
- Alain de Boissieu, militaire, gendre du général de Gaulle
- Ghislain de Diesbach, essayiste
- Olivier de Kersauson, navigateur, chroniqueur et écrivain
- Ferdinand de Lesseps, diplomate et entrepreneur, qui a fait construire le canal de Suez
- Jean-Yves Empereur, archéologue,
- Jean-Marie Lelièvre, dirigeant d'une mutuelle et président de l'Automobile Club de l'Ouest
- Doan Bui, journaliste, écrivain, scénariste de bandes dessinées.